# لوئیجی پاوزه
لوئیجی پاوزه (ایتالیایی: Luigi Pavese؛ ۲۵ اکتبر ۱۸۹۷ – ۱۳ دسامبر ۱۹۶۹) هنرپیشه اهل ایتالیا بود. وی بین سال‌های ۱۹۱۶ تا ۱۹۶۹ میلادی فعالیت می‌کرد.

## گزیدهٔ فیلم‌شناسی
- دبران (۱۹۳۵)
- دکتر آنتونیو (۱۹۳۷)
- نغمه‌های جاویدان (۱۹۴۰)
- معشوقه پنهانی (۱۹۴۱)
- هارلم (۱۹۴۳)
- عقاب سیاه (۱۹۴۶)
- قلب و روح (۱۹۴۸)
- بی‌نوایان (۱۹۴۸)
- آنتونیوی لیسبونی (۱۹۴۹)
- پاهای طلایی (۱۹۵۸)
- کراسلا  (۱۹۵۹)
- مردان خشن (۱۹۶۰)